# Sân bay George
Sân bay George (IATA: GRJ, ICAO: FAGG) là một sân bay tọa lạc ở George, Nam Phi. Tên cũ là Sân bay P.W. Botha, được đặt tên theo Pieter Willem Botha.
Năm 2004, sân bay phục vụ 199.000 lượt khách.
Sân bay được xây 1977.

## Các hãng hàng không và tuyến bay
- 1Time (Johannesburg)
- Comair (Johannesburg)
- Kulula (Johannesburg)
- South African Airways (some flights are operated by South African Airlink) (Cape Town, Durban, Johannesburg)